# Collet de l'Esquirol
El Collet de l'Esquirol és una petita collada situada a 616,2 m d'altitud situat en el terme municipal de Monistrol de Calders, del Moianès.
Està situat a la part oriental del Serrat de les Serveres, a ponent de Trullars. Per aquest collet transita el camí que, a peu, enllaça el poble de Monistrol de Calders amb el Pla de Trullars.